# Colegiul Național Pedagogic „Carmen Sylva” din Timișoara
Colegiul Național Pedagogic „Carmen Sylva” a fost de-a lungul timpului principala instituție de formare a învățătorilor și educatorilor din Timișoara. În anul 2011 se număra printre cele mai bune licee din Timișoara. Este situat pe bulevardul Constantin Diaconovici Loga, nr. 45.

## Istoric
În anul 1881 s-a înființat în Timișoara o școală inferioară de fete, particulară, sub conducerea doamnei Benedek. Școala funcționa cu patru clase gimnaziale și un corp profesoral alcătuit din cinci profesori. Trei ani mai târziu, pe lângă școală, se deschide un internat, iar claselor gimnaziale li se adaugă o clasă a V-a. Ca urmare, instituția se transformă în „Școala superioară de fete”, cu predare în limba maghiară și devine școală de stat, avându-l între anii 1884–1889 ca director pe Guillem Vallo. Cursurile se desfășurau într-un palat vechi, închiriat în Cartierul Cetate, Palatul Bersuder, situat pe actuala stradă George Coșbuc.
Din anul 1889 direcțiunea școlii a fost preluată de Rosina Marsits care a condus-o până în 1912. În perioada cât a fost directoare s-a constituit noul local. Pentru construcție, Primăria Timișoarei a pus la dispoziție un teren de 8703 m² pe care între anii 1902–1903 s-a zidit actualul edificiu. Construită în stil neogotic englez, victorian, după planurile arhitecților Iacob Klein din Timișoara și Leopold Baumhorn din Budapesta, clădirea a costat 385 000 coroane. Începând cu anul școlar 1903-1904 Școala Superioară de Fete a funcționat în noua clădire. În anul 1912 este numit director Fülöp Schill, iar în 1916 școala se reorganizează, devenind liceu de fete cu predare în limba maghiară.
După desăvârșirea unității naționale românești și constituirea României Mari, în aceeași clădire începea să funcționeze Liceul românesc de fete. Cursurile au fost deschise la 15 octombrie 1919, de către directorul Ioan Fodor, profesor de limba română venit din Blaj.
În anul școlar de debut, 1919–1920, liceul românesc de fete din Timișoara a funcționat cu doar 5 clase și 136 de eleve. Deoarece lipseau profesorii cu studii superioare care puteau preda în limba română disciplinele de învățământ din liceu, au fost încadrați profesori din Vechiul Regat, chemați spre a sprijini învățământul secundar de dincoace de Carpați. În câțiva ani liceul își constituie un corp profesoral bine pregătit profesional, dedicat profesiei. Chiar din primul an de funcționare, la cererea unanimă a corpului didactic, Ministerul a decis ca instituția să se numească Liceul de Fete „Carmen Sylva” Timișoara.
Cu tot refluxul din anii crizei economice (1929–1933), în perioada interbelică liceul a cunoscut o dezvoltare remarcabilă, având în anul școlar 1936–1937 12 clase, 8 în ciclul inferior și 4 în cel superior, care la un loc însumau 600 de eleve. Funcția de director a fost deținută de profesoarele Maria Teodorescu (1932–1938) și Natalia Pop (1938–1948).
În perioada celui de al Doilea Război Mondial liceul a avut de înfruntat numeroase greutăți, dar s-a dovedit o buna gazdă pentru elevele refugiate din teritoriile cedate în 1940 (Ardealul de Nord, Basarabia și Bucovina de Nord).
„Reforma Invățământului din august 1948” a bulversat Liceul de fete “Carmen Sylva” ca de altfel, întregul sistem de învățământ românesc. Abandonarea valorilor naționale și adoptarea modelului sovietic a avut consecințe nefaste asupra pregătirii elevelor. Religia a fost scoasă din planurile de învățământ, școala s-a numit pentru o scurta perioada “Liceul de fete”, eliminâdu-se numele de Carmen Sylva. Din biblioteca au fost scoase toate cărțile ce aminteau de monarhie sau erau potrivnice ideologiei comuniste. Liceul a fost redus la 7 clase și, deoarece i s-au adaugat 4 clase primare ( I-IV), clasa terminală devenea a XI-a (1948–1949). Câțiva ani mai târziu, liceul a fost redus la 10 clase (1954–1955), pentru ca în anul școlar 1958–1959 să se revină la 11 clase. Din 1956–1957 la liceu se adaugă secția serală. Numele liceului devine Școala Medie Nr. 3 (1955), iar clasele devin mixte. În martie 1957 școala primește numele revoluționarului pașoptist Eftimie Murgu. Din septembrie 1965, se trece la învățământul mediu cu 12 clase, iar școala primește denumirea de „Liceul Eftimie Murgu”. Din 1965, liceul începe cu clasa a IX-a, iar, din anul următor, clasele a X-a s-au diferențiat în clase umanistice și reale.
În această perioadă funcționau în clădire pe lângă cursurile liceului și Școala Medie Tehnică și Școala Profesională Comercială Mixtă. Suprapopularea spațiilor școlare stânjenea bunul mers al școlii. Tot aici a funcționat și litografia învățământului, iar în aripa internatului funcționa I.C.P.P.D.-ul și Administrația Taberelor.
Din 1969 s-au constituit clase a IX-a și clase postliceale cu profil pedagogic pentru specializările învățător și educatoare, iar în 1970 clasele de liceu teoretic și cele de gimnaziu V–VIII sunt mutate la Colegiul C.D. Loga, împreună cu profesorii care predau la aceste clase. Clasele postliceale și-au încetat existența după 2 ani.
După absolvirea primelor 5 promoții, durata de școlarizare se diminuează la 4 ani. Chiar în anul 1978, își încheie studiile două promoții cu 5 și cu 4 ani. Începând din 1975, accesul în clasa a XI-a era condiționat de promovarea examenului de treaptă. Planul de școlarizare a fost diminuat treptat, încât în aceeași clasă se pregăteau și învățători și educatoare. Absolvenților cu 4 ani li se eliberau certificate de calificare și nu diplomă de învățători sau de educatoare, așa cum se întâmpla până în 1979. În anii ’80 se introduce dubla calificare pentru elevii liceului pedagogic, iar planul de școlarizare se limitează la o clasă. În aceste condiții, când școala avea 4 clase de liceu și 17 clase de aplicație, iar numărul de ore, implicit de catedre și de profesori se diminuase, directoarea școlii solicită și obține înscrierea în planul de școlarizare a unei clase a V-a patru ani la rând, reușind să constituie gimnaziul la aceasta școală.
După Revoluția din 1989, secția pedagogică își recapătă durata de școlarizare de 5 ani, iar în planul de școlarizare s-au introdus două clase de profil pedagogic (una de învățători, una de educatoare) și două clase de profil teoretic. Așa a funcționat Liceul Pedagogic aproape un deceniu, până în 1999, când nu a mai primit plan de școlarizare pentru specializările învățători și educatoare, ci numai pentru specializarea instructor–animator. Învățătorii și educatoarele urmau să fie pregătiți numai în învățământul superior de scurtă durată (colegii pedagogice). Ulterior, s-a revenit, iar pregătirea învățătorilor și a educatoarelor a continuat în licee pedagogice.
Începând din anul 1997, în Liceul Pedagogic se școlarizează o clasă cu specializarea Teologie Ortodoxă. În anul 2002, ca urmare a hotărârii Consiliului de Administrație, liceul își reprimește numele de „Carmen Sylva”.
În toamna anului 2018, denumirea oficială a unității de învățământ este schimbată în Colegiul Național Pedagogic „Carmen Sylva”, odată cu schimbarea conducerii. 
În prezent Colegiul Național Pedagogic „Carmen Sylva” din Timișoara funcționează cu 20 de clase de liceu: 5 pe nivel, câte una de profil pedagogic, trei de filieră teoretică dintre care două profil real, una profil umanist și una de profil teologic. Claselor de liceu li se adaugă 12 clase de gimnaziu și 17 de ciclu primar. În total, 49 de clase, 1390 de elevi. Director al liceului este prof. Valentina-Liliana Udrescu, directori adjuncți prof. Nicoleta Trandafir, prof. Nicolae Seimeanu.